# العلاقات البولندية الكولومبية
العلاقات البولندية الكولومبية هي العلاقات الثنائية التي تجمع بين بولندا وكولومبيا.

## مقارنة بين البلدين
هذه مقارنة عامة ومرجعية للدولتين:
| وجه المقارنة                                              | بولندا                                                                             | كولومبيا        |
| --------------------------------------------------------- | ---------------------------------------------------------------------------------- | --------------- |
| المساحة (كم2)                                             | 312.68 ألف                                                                         | 1.14 مليون      |
| عدد السكان (نسمة)                                         | 38.43 مليون                                                                        | 49.07 مليون     |
| الكثافة السكانية (ن./كم²)                                 | 122.91                                                                             | 43.04           |
| العاصمة                                                   | وارسو                                                                              | بوغوتا          |
| اللغة الرسمية                                             | اللغة البولندية                                                                    | اللغة الإسبانية |
| العملة                                                    | زلوتي بولندي                                                                       | بيزو كولومبي    |
| الناتج المحلي الإجمالي (بليون دولار)                      | 524.51 مليار                                                                       | 309.19 مليار    |
| الناتج المحلي الإجمالي (تعادل القوة الشرائية) بليون دولار | 1.02 تريليون                                                                       | 724.96 مليار    |
| الناتج المحلي الإجمالي الاسمي للفرد دولار أمريكي          | 12.55 ألف                                                                          | 7.60 ألف        |
| الناتج المحلي الإجمالي للفرد دولار أمريكي                 | 26.14 ألف                                                                          | 13.36 ألف       |
| مؤشر التنمية البشرية                                      | 0.843                                                                              | 0.720           |
| رمز المكالمات الدولي                                      | +48                                                                                | +57             |
| رمز الإنترنت                                              | .pl                                                                                | .co             |
| المنطقة الزمنية                                           | توقيت وسط أوروبا، ت ع م+01:00، ت ع م+02:00، أوروبا/وارسو ‏، توقيت وسط أوروبا الصيفي | 00              |

## منظمات دولية مشتركة
يشترك البلدان في عضوية مجموعة من المنظمات الدولية، منها:
| علم المنظمة | اسم المنظمة                        | تاريخ انضمام بولندا | تاريخ انضمام كولومبيا |
| ----------- | ---------------------------------- | ------------------- | --------------------- |
|             | وكالة ضمان الاستثمار متعدد الأطراف | 29 يونيو 1990       | 30 نوفمبر 1995        |
|             | حلف شمال الأطلسي                   | 12 مارس 1999        | ?                     |
|             | منظمة الشرطة الجنائية الدولية      | ?                   | ?                     |
|             | منظمة حظر الأسلحة الكيميائية       | ?                   | ?                     |
|             | منظمة التجارة العالمية             | 1 يوليو 1995        | ?                     |
|             | الفريق المعني برصد الأرض           | ?                   | ?                     |
|             | الأمم المتحدة                      | 24 أكتوبر 1945      | 5 نوفمبر 1945         |
|             | مؤسسة التمويل الدولية              | 29 ديسمبر 1987      | 20 يوليو 1956         |
|             | يونسكو                             | 6 نوفمبر 1946       | 31 أكتوبر 1947        |
|             | مؤسسة التنمية الدولية              | 28 أكتوبر 1960      | 16 يونيو 1961         |
|             | البنك الدولي للإنشاء والتعمير      | 27 يونيو 1986       | 24 ديسمبر 1946        |
|             | المنظمة الهيدروغرافية الدولية      | ?                   | ?                     |
|             | الاتحاد البريدي العالمي            | 1 مايو 1919         | ?                     |
|             | الاتحاد الدولي للاتصالات           | 1921                | 25 أغسطس 1914         |

## وصلات خارجية
- موقع وزارة الخارجية البولندية
- موقع وزارة الخارجية الكولومبية